# راجر لوید-پک
راجر لوید-پک (انگلیسی: Roger Lloyd-Pack؛ ۸ فوریهٔ ۱۹۴۴ – ۱۵ ژانویهٔ ۲۰۱۴) هنرپیشه اهل کشور بریتانیا بود. وی بین سال‌های ۱۹۶۵ تا ۲۰۱۴ میلادی فعالیت می‌کرد.

## مرگ
وی در اوایل سال ۲۰۱۴ بر اثر سرطان لوزالمعده درگذشت.

## قسمتی از فیلمشناسی
- هزار و نهصد و هشتاد و چهار (۱۹۸۴)
- آشپز، دزد، همسرش و عاشقش (۱۹۸۹)
- هدف از زیبایی (۱۹۹۱)
- ونیتی فیر (۲۰۰۴)
- هری پاتر و جام آتش (۲۰۰۵)